# كوسى

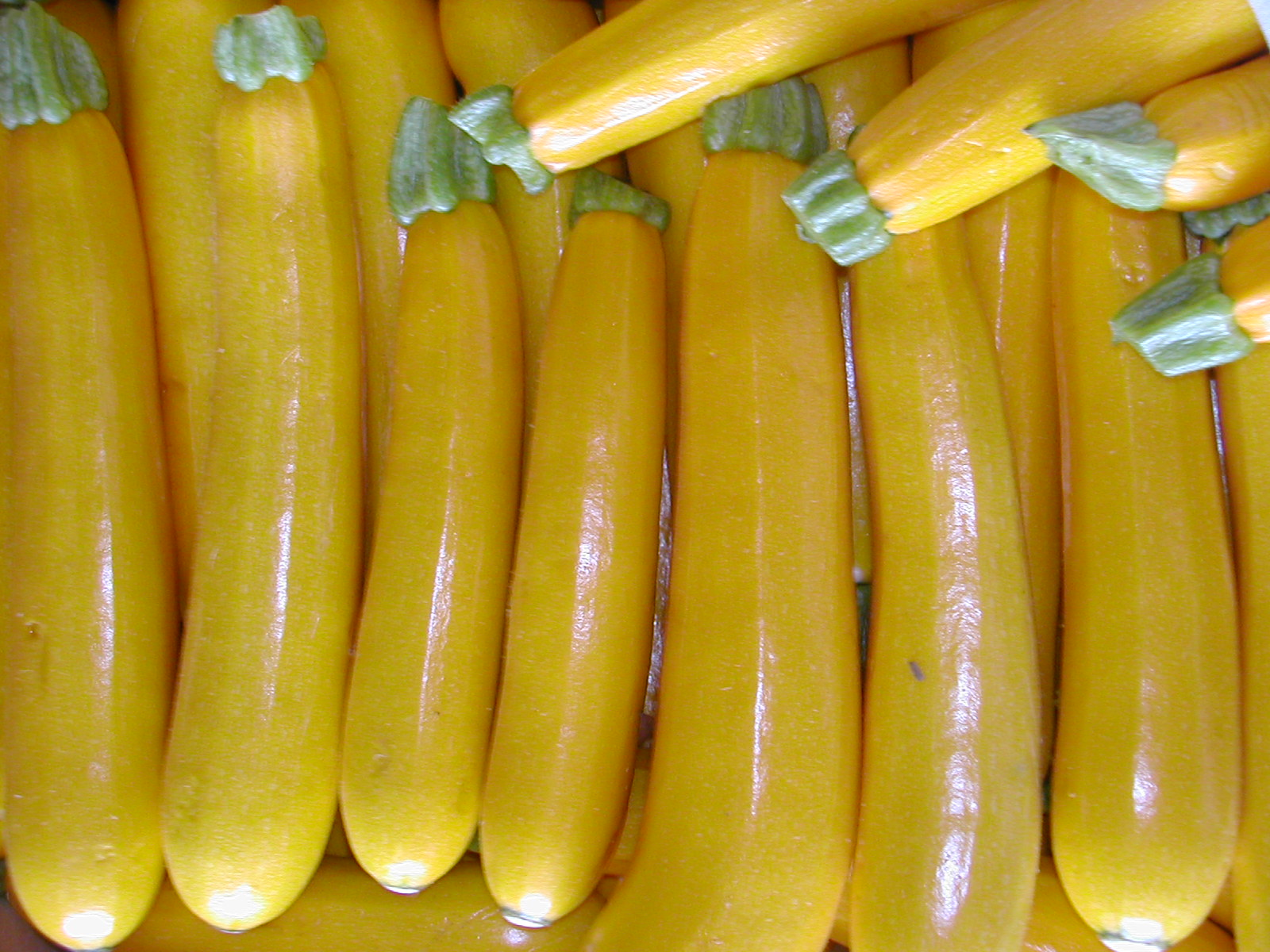
كوسا صفراء

الكوسة أو  الكوسا أو القريع نبات ذو ثمار صفراء أو خضراء، وشكله عموما مماثل للخيار، وإن كان عدد قليل تنتج على شكل فاكهة أو زجاجة. على مستوى الطبخ، الكوسا تعامل باعتبارها من الخضراوات، مما يعني أنه عادة ما تقدم كطبق رئيسي أو مقبلات. الكوسا، كالقرع، هو ثمرة غير ناضجة نباتياً منتفخة المبيض. الثمرة تصنف كثمرة قرعية وتنتج من الأزهار المؤنثة حيث أن نبات الكوسا أحادي المسكن.

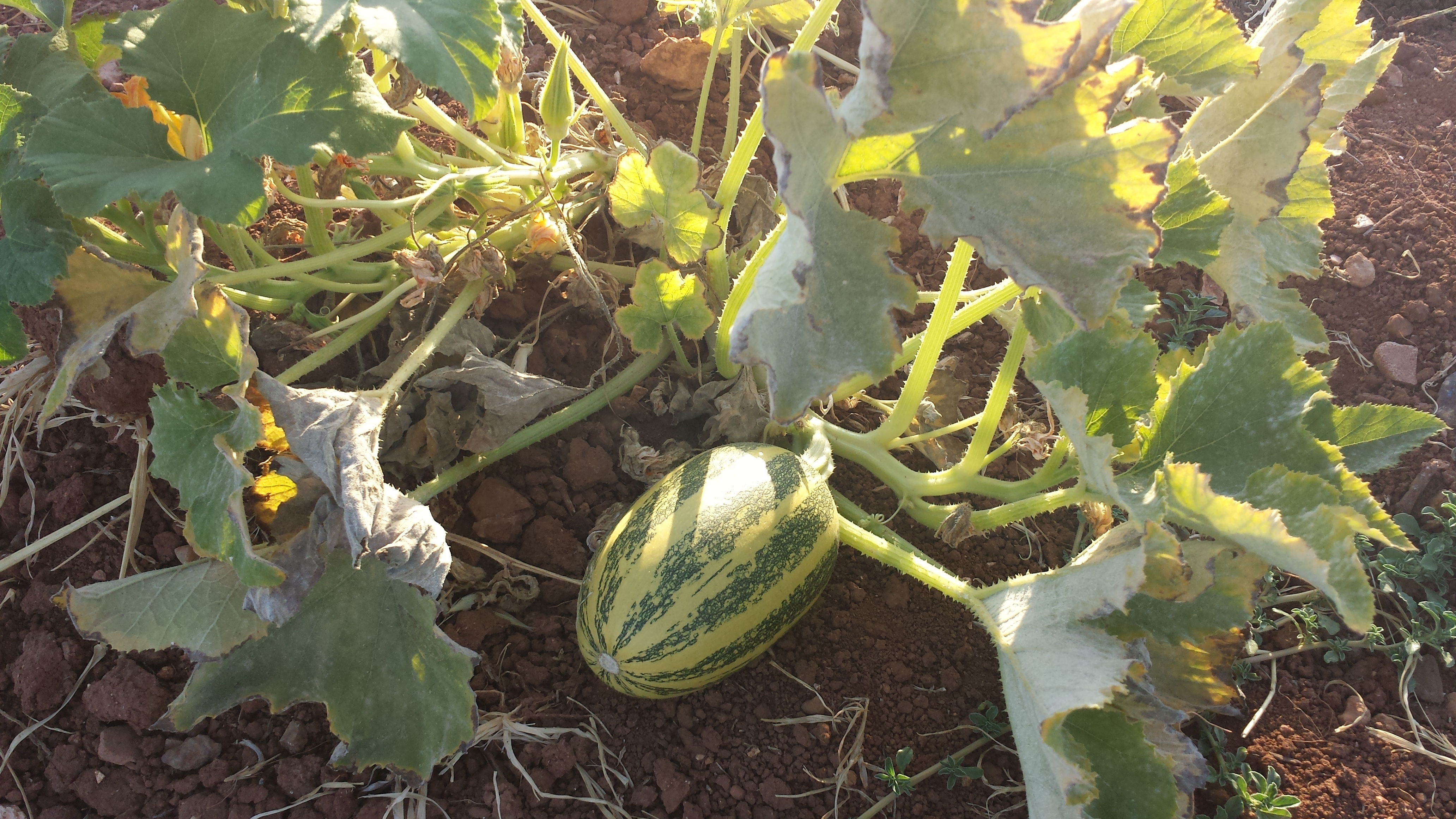
ثمرة كوسا بلدي في مزرعة في الأردن

تعتبر الكوسا ذات محتوى منخفض من الحريرات وينصح به في تخفيض الوزن عند البعض. الجدير بالذكر أن ثمرة الكوسا غنية بالفيتامينات والأملاح ولكنها تفقد الكثير من محتواها أثناء الطبخ والإعداد بسبب الحرارة.

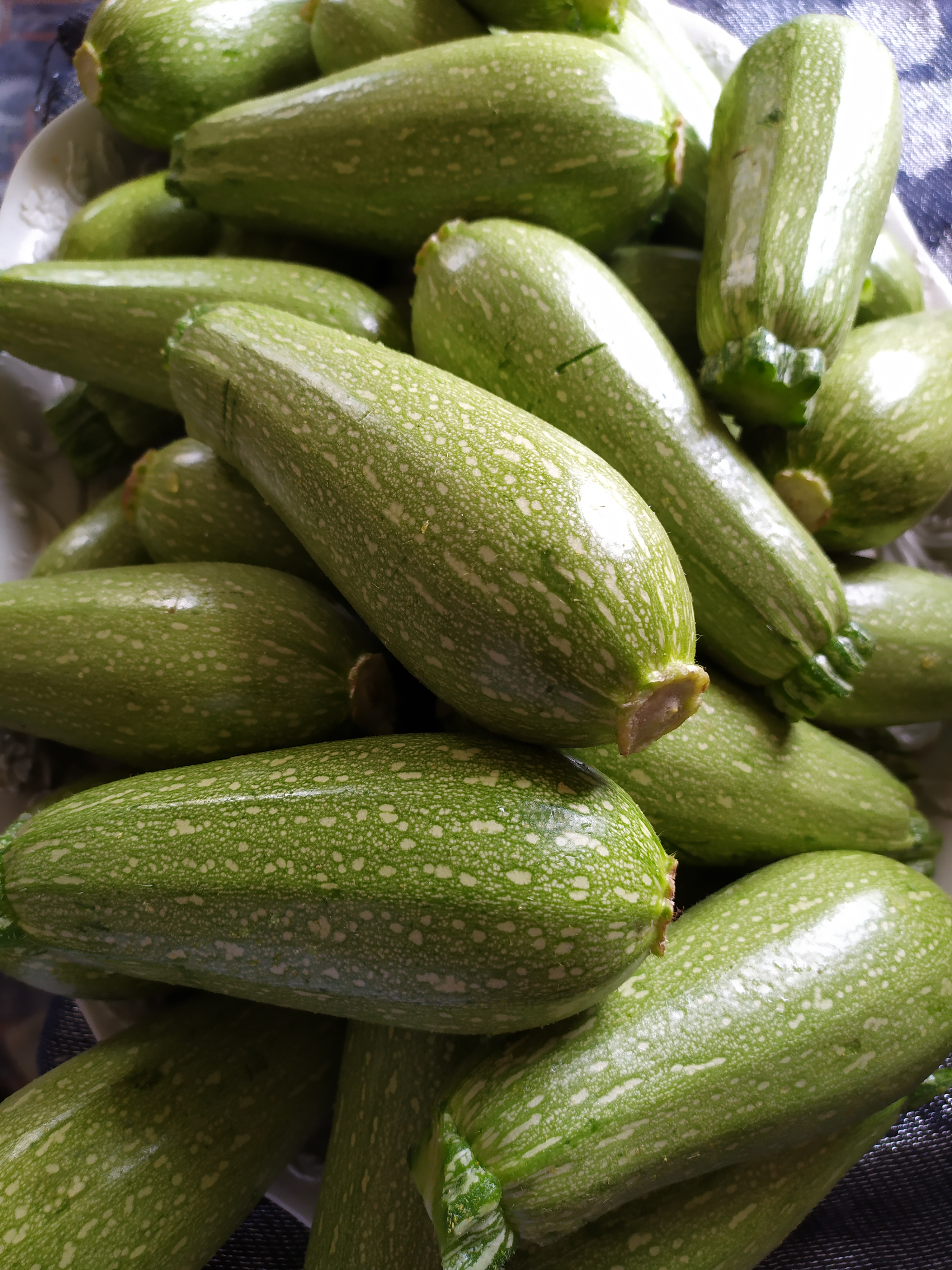
كوسا ناضج معد للطبخ

تلعب الكوسا دوراً كبيراً في محاربة الأكسدة، ولكن للحصول على المنافع الكاملة يجب تناول الثمرة كاملة بالجلد والبذور، فقد عُثِر على العديد من العناصر الغذائية المضادة للأكسدة في تلك الأجزاء من الكوسا.

## الفوائد الصحية
يساهم تناول الكوسا في الحفاظ على صحة ووظائف مختلف أعضاء الجسم ووقاية الجسم من الأمراض والمشكلات الصحية المختلفة، ويمكن أن تتضمن فوائد الكوسا الصحية ما يلي:
1. تحسين صحة الجهاز الهضمي، حيث يعمل على المساعدة في عمليات الهضم، وتقليل الإصابة بالإمساك، وتغذية البكتيريا النافعة التي تعيش في الأمعاء، كما يقلل من التهاب الأمعاء والأعراض المرافقة لمتلازمة القولون العصبي، ومرض كرون، والتهاب القولون التقرحي.
2. الحفاظ على صحة القلب، حيث أن الكوسا يقلل من مستويات الكوليسترول الضار في الدم والذي ترتبط مستوياته المرتفعة بزيادة خطر الإصابة بأمراض القلب والشرايين، بالاضافة الى مساهمته في التقليل من ارتفاع ضغط الدم.
3. الحفاظ على البصر، بسبب احتوائه على المواد المفيدة لتحسين البصر ووقاية العين من مختلف المشكلات الصحية، بما فيها الضمور البقعي وإعتام عدسة العين.
4. الوقاية من السرطان، حيث يحتوي الكوسا على المواد التي تساهم في تقليل أضرار الجذور الحرة على مختلف أنواع خلايا الجسم، وبالتالي فمن الممكن أن تقلل من خطر الإصابة بالعديد من أنواع السرطانات مثل سرطان القولون والمستقيم، سرطان الثدي، سرطان الرئة، سرطان الفم، سرطان البلعوم، سرطان المريء، وسرطان المعدة.
5. دعم صحة العظام، وذلك لاحتوائه على فيتامين K، والمغنيسيوم، والبيتا كاروتين، والمركبات المضادة للأكسدة.
6. دعم صحة الجهاز المناعي، وذلك لاحتواء الكوسا على نسبة جيدة من فيتامين C.
7. الحفاظ على صحة الغدة الدرقية وبقاء مستويات هرموناتها ضمن الحدود الطبيعية، وذلك لاحتواء الكوسا على المنغنيز.
8. تحسين صحة ووظائف الدماغ، وذلك لاحتوائه على حمض الفوليك.
9. التقليل من نوبات الربو، وذلك لاحتوائه على فيتامين C.
10. تحفيز نمو الشعر، فالكوسا يحتوي على العديد من العناصر الغذائية المفيدة للشعر، بما فيها الزنك وفيتامين C.

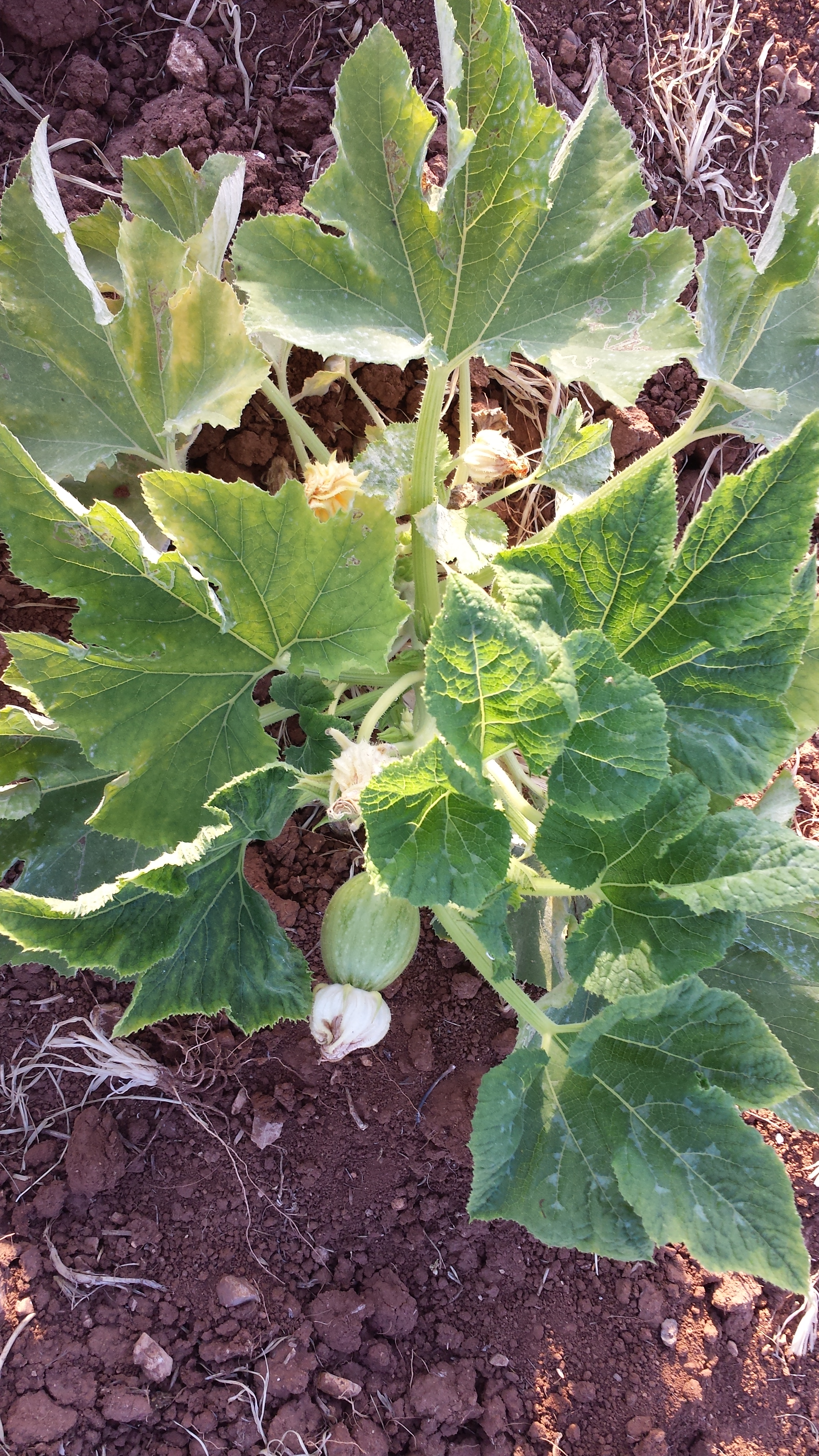
نبتة الكوسا في مزرعة في الأردن

## المصادر

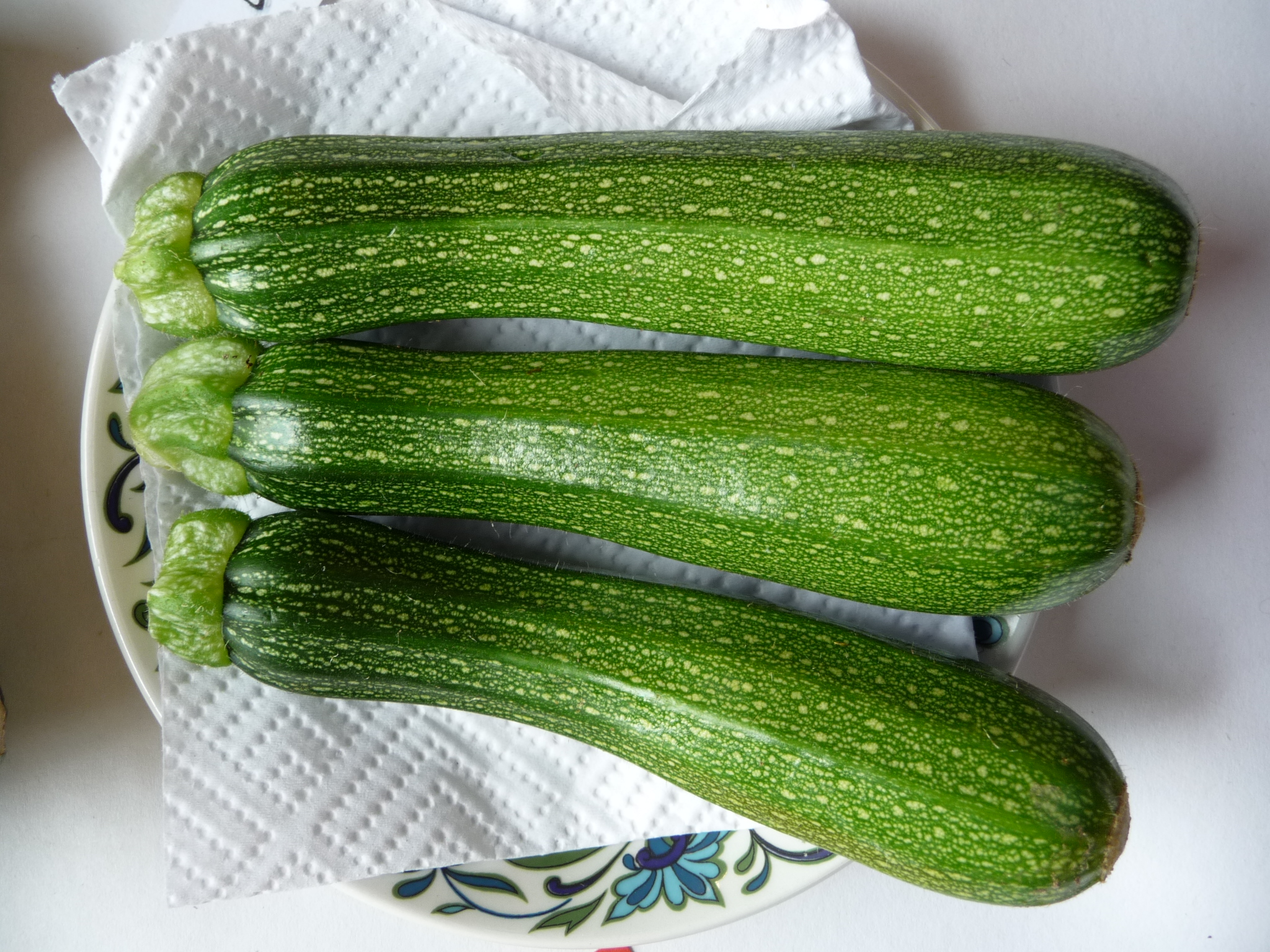
كوسة خضراء